# Redinoce
Redinoce è una località dell'Isola d'Elba situata tra Procchio e Marciana Marina.

## Descrizione
Il toponimo Redinoce, attestato dal XVI secolo, è una contrazione di Rio del Noce. Si distingue in Redinoce Alto, costituito da pochissime case sparpagliate tra la macchia mediterranea, e Redinoce Basso, più popolato anche grazie alla viabilità locale. È anche presente una piccola spiaggia di ghiaia, a cui si accede dalla strada provinciale. Nel settore superiore della località si trova la cappella di Santa Rita e la cappella di San Giuseppe annessa ad un piccolo convento (oggi trasformato in moderna abitazione) risalente al XVIII secolo.Dalla strada principale, che porta a Marciana Marina, salendo per Redinoce, si può arrivare a Poggio, ma soltanto con auto da fuoristrada e moto.

## Curiosità
I vecchi del posto recitavano: A Redinoce c'è poca luce, c'è tanta pace.